# 食塩感受性高血圧
食塩感受性高血圧（しょくえんかんじゅせい こうけつあつ）とは、本態性高血圧のなかでも、食塩摂取により惹起される高血圧症のことをいう。

## 近代以前
- 中国最古の、およそ4500年前の医学書「黄帝内経」には、「食塩を摂り過ぎると脈が固くなる」との記載があった。
- 日本では、江戸時代の「復古養生訓」に「塩断」という減塩療法が記されている[1]。

## 概要
高血圧には、生活習慣の他にはなんら要因のない本態性高血圧と、他の疾病に随伴する二次性高血圧(e.g.  原発性アルドステロン症,腎血管性高血圧 etc.)がある。食塩感受性高血圧は、本態性高血圧のひとつと考えられている。

食塩感受性の高い人は食べた塩分を体内に溜めておこうとする傾向にある。

食塩をほとんど摂取せず、かつアルドステロン症を認めるヤノマミ族では高血圧はみられないものの、食塩を自由に摂取できるヒトでは高血圧がみられることから「食塩感受性」は以前から提唱されていた。また高血圧ガイドライン(JSH2009)においても減塩は生活習慣修正項目として記載されている。
近年では食塩を体内に保持できるよう、形質を獲得したアフリカン・アメリカンや日本人では食塩排泄能が低いことが指摘されつつある。また夜間に血圧の下がらないnon-dipper型高血圧は食塩を夜間も排泄するべく、腎血流を増した結果であることが名古屋市立大学の木村玄次郎チームの研究で明らかになった。
アフリカ系アメリカ人は、奴隷としてアフリカ大陸から、水と食事を与えられない過酷な環境で船で運ばれてきた。ナトリウムと水分を身体に貯留できる形質をもつものだけが、生存競争を生き延び、選択されてアメリカで生き延びていると考えられている
。これに対して、アフリカのサバンナでは塩の摂取が難しく汗をかく機会が多く、アフリカで育った黒人は体内に塩分を保持する必要が高かったため、ナトリウムを貯留する人が多かったと考えられている。食塩感受性は人種差があり、黒人は約80％、白人は30％、黄色人種はその中間といわれ、日本人は約半数が食塩感受性があるといわれている。
高血圧患者において、食塩摂取量が多い食塩感受性高血圧患者は、食塩摂取量の多くない患者と比べて心血管イベントリスクが高かった。正常血圧では食塩摂取量と心血管イベントに関連はみられなかった。

## 遺伝的素因
食塩負荷に対して高血圧を示す個体と示さない個体があることに対してさまざまな研究がなされてきた。東京大学の藤田教授の研究チームは食塩感受性高血圧における交感神経による腎臓βアドレナリン-糖質コルチコイド共作動性−WNK4シグナル伝達経路のエピジェネティック制御についてNature Medicineに報告した。

またRac1遺伝子により、食塩感受性高血圧の有無が規定される可能性が示唆されている。
動物実験で、ツクバ高血圧マウスを用いて、高血圧には食塩が必須であることが示されている。また概日リズムを止められたCry1/Cry2ダブルノックアウトマウスは、通常の餌では高血圧を示さないが、3%食塩負荷給餌では高血圧を示す。

## 検査
- 蓄尿によるNa排泄量から、食塩摂取量が測定できる。
- 蓄尿が困難な場合： 早朝起床時2回目のスポット尿から食塩摂取量がおおむね推定できる。(Kawasaki formula[13])

## 公衆衛生
- 厚生労働省による啓発活動も行われている。[14]
- WHOも全世界的にプロモーションを行っている。[15]
- 英国での減塩プログラムは2003年に開始された。食物中の食塩量は、2003年から2011年にかけて15%低下し、同期間に心疾患による死亡率は40%、脳卒中による死亡率は42%低下したと報告された。[16]

## 治療
減塩食は有用な方法とされている。
- 糖尿病の無いメタボリックシンドロームの中国人において、減塩食は有意に血圧を低下させた。[17]
- TONE研究では、高齢者において減塩と減量の組み合わせは、高血圧の非薬物的治療として有用であった。[18]
- PREMIER試験では、減塩とその他の生活習慣・食事で、より強い降圧作用を認めた。[19]

## 参照・引用
1. ↑  長瀬美樹 食塩と高血圧 最新醫學 69(11):2240-2252, 2014.
2. 1 2  血圧と血中ナトリウム量の関係について教えてください（日本心臓財団）
3. ↑  土橋卓也, Angiology Frontier Vol.9 no.1, 23-28.
4. ↑  Imai Y, 血圧 1998; 5: 641-8
5. ↑  福田道雄、木村玄次郎：CKDの夜間高血圧-食塩感受性と食塩摂取: 医学のあゆみ233(3): 233-237, 2010
6. ↑  T. W. Wilson et al., Biohistory of slavery and blood pressure differences in blacks today. A hypothesis, Hypertension, 17(1 Suppl), I122-8,1991
7. ↑  Mente A, et al.  Associations of urinary sodium excretion with cardiovascular events in individuals with and without hypertension: a pooled analysis of data from four studies.  Lancet. 2016 May 20; pii: S0140-6736(16)30467-6.
8. ↑  Nature Medicine 17, 573–580 (2011) doi:10.1038/nm.2337
9. ↑  河原崎和歌子ほか. Rac1とRAAS. Angiotensin Reesearch 10(4):226-233, 2013.
10. ↑  東大病院:塩分の摂りすぎによる血圧上昇のしくみを解明 http://www.h.u-tokyo.ac.jp/research/topics/topics_archives/002.html
11. ↑  Kawarazaki W et al: Angiotensin II- and salt-induced kidney injury through Rac1-mediated mineralocorticoid receptor activation. J Am Soc Nephrol 23: 997-1007, 2012.
12. ↑  Doi M, et al. Nature Med 2010; 16: 67-74.
13. ↑  M.J. O'Donnell, et al., JAMA, 2011, 306(20); 2229-2238.
14. ↑  http://www.mhlw.go.jp/topics/bukyoku/kenkou/seikatu/kouketuatu/meal.html
15. ↑  http://www.who.int/dietphysicalactivity/publications/sodium/en/
16. ↑  He FJ, et al. Salt reduction in England from 2003 to 2011: its relationship to blood pressure, stroke and ischaemic heart disease mortality. BMJ open. 2014;4(4);e004549. doi: 10.1136/bmjopen-2013-004549.
17. ↑  Chen J, et al.  Metabolic syndrome and salt sensitivity of blood pressure in non-diabetic people in China: a dietary intervention study. Lancet 2009; 373: 829-835.  doi:10.1016/S0140-6736(09)60144-6
18. ↑  Whelton PK, et al.  Sodium reduction and weight loss in the treatment of hypertension in older persons: a randomized controlled trial of nonpharmacologic interventions in the elderly (TONE). TONE Collaborative Research Group.  JAMA. 1998; 279(11): 839-46.
19. ↑  Appel LJ, et al.  Effects of comprehensive lifestyle modification on blood pressure control: main results of the PREMIER clinical trial.  JAMA. 2003; 289(16): 2083-93.